# レ・カ・フュー
レ・カ・フュー（黎 可漂、ベトナム語：Lê Khả Phiêu、1931年12月27日 - 2020年8月7日）は、ベトナムの軍人、政治家。最終階級は上将。1997年12月から2001年4月、軍出身者として初めてベトナム共産党書記長を務めた。

## 経歴
1931年12月27日、タインホア省ドンソン県ドンケ村の裕福な家庭に生まれた。1945年、彼は地方のベトミン運動に参加し、1949年6月19日にインドシナ共産党へ加入した。 

### 軍歴
1950年5月1日、ベトミンによる動員により軍隊に入隊した。彼は第66連隊第304大隊において、一般兵士から徐々に昇進し、大隊政治員となった。1954年9月から1958年、彼は第66連隊の副政治員、政治員、政治主任を歴任した。
1961年6月から1966年、彼は第304師団において、参謀副長、参謀長を務め、第304師団第9連隊において、副政治委員、政治委員兼連隊長を務めた。
1967年、彼はチティエン (Trị Thiên) の戦場において、同じ第9連隊に配属され、連隊政治委員を務めた。1968年、チティエン軍区組織部長。1970年、チティエン軍区政治副主任。
1974年5月、第2軍団が設立されたとき、軍団政治部主任に任命され、中佐となる。
1978年、第9軍区副政治委員兼政治主任、その後、政治担当副司令、大佐。彼はまた、第9区委員会副書記の地位を兼ね、民事の責任を負った。
1984年4月、少将に昇進し、カンボジア駐留ベトナム「志願軍」（コード名：719戦線）において政治主任を務め、その後、政治担当副司令兼政治主任、軍司令部幹事会副書記を務めた。
1988年8月、中将に昇進し、政治総局副主任に任命。1989年9月のカンボジアからのベトナム軍撤退を指揮した。1991年9月、ベトナム人民軍政治総局主任に任命された。
1992年、彼は上将の階級に昇進した。

### 政治歴

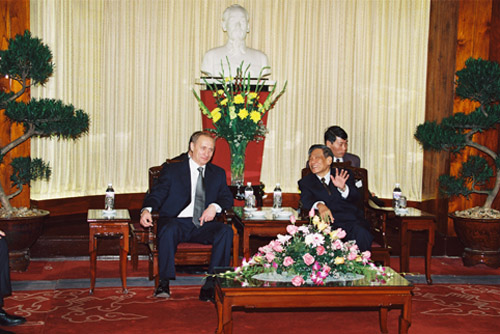
レ・カ・フュー書記長とウラジーミル・プーチン大統領 （ハノイ、2001年）

1991年6月の第7回党大会において、党中央委員会委員に選出。軍においては、党中央軍事委員会常務委員となる。
1992年6月、第7期党中央委員会第3回総会において、書記局員に選出。1994年1月、臨時党大会時、党中央委員会特別総会により、政治局員に選出された。
レ・カ・フュー及びレ・ドゥック・アインら軍人の指導部内での台頭には、党中央にとってカンボジアからの撤退、さらには兵力の削減には軍幹部の協力が必要であり、そのため第7回党大会で軍人の中央委員が増加したことがその背景にあると分析される。
1996年6月、第8回党大会において、政治局員及び政治局常務委員に選出。1997年12月26日、第8期党中央委員会第4回総会において、党中央委員会書記長に選出された。
第9期、第10期国会において、議員に選出。
書記長任期中の1999年5月19日、レ・カ・フューは、汚職と闘い、清廉で強力なベトナム共産党をめざした「批判・自己批判キャンペーン」を宣言した。
2001年4月、第9回党大会において書記長を退任した。自身への権力集中を画策して批判を受けたとされる。
2009年1月末、旧正月元旦の際に、レ・カ・フュー私邸の一連の画像がインターネット上に投稿された。米国の複数筋によれば、この画像は世論に影響を与え、ベトナム共産党の内部に衝撃を与えた、とされる。